# 拉芒 (印第安納州)
拉芒（英語：Lamong）是位於美國印地安納州漢密爾頓縣的一個非建制地區。該地的面積和人口皆未知。